# Stellantis Mangualde
La planta de Stellantis Mangualde, también conocida como CPMG ( Centro de Produção de Mangualde ) es una planta de ensamblaje de automóviles ubicada en la ciudad de Mangualde, Portugal, cerca de Viseu . Produce Citroën Berlingo, Peugeot Partner/Rifter, Opel Combo/Combo Life y Vauxhall Combo[cita requerida] en conjunto con la Planta de Stellantis Vigo .

## Historia
La planta fue fundada en 1962 e inició operaciones en 1964 con la producción de Citroën 2CV (AZL). José Coelho dos Santos, industrial portugués, compró una licencia para fabricar automóviles en 1962, que luego fue adquirida por Citroën. Su primer vehículo fue el modelo AZL, conocido popularmente como Citroën 2CV. Produjeron 472 autos ese año.
El millón de automóviles producidos en la planta se fabricó en 2012.

### Cronología
- 1963: Compra de 12130 m 2 . La fábrica ocupaba una superficie de 8.150 m 2 .

- 1964: Primer vehículo, el Citroën AZL.

- 1967: Compra de terreno para edificio de Administración (Gestión Contable y Administrativa).

- 1969: La producción alcanzó los 10 vehículos por día, en múltiples modelos: AZL, AZU, AK, H, AMY, DS, AY y MHA.

- 1976: La producción alcanza los 35 vehículos día (4 modelos).

- 1977: Primeros vehículos para exportación, un Citroën FAF .

- 1980: Ampliación del área de depósito existente, compra y construcción de un estacionamiento para vehículos desaduanados y construcción de Tratamiento Superficial (TTS) y Tratamiento Anticorrosivo (Trempé Epoxi).

- 1984: Aumento del espacio de almacenamiento. Incendio fatal, el 3 de mayo, en el edificio de tapizados y cableado.

- 1987: Vigésimo quinto aniversario. Gran reorganización de Citroën.

- 1990: Fabricación de AX y producción de 50 vehículos por día. Instalaciones de cableado y montaje e instalación de un nuevo y mejor sistema anticorrosión: el "Cataphorèse". En julio, producción de los últimos 2cv.[3]

- 1994: Nueva sección de tapicería.

- 1995: Renovación de Pintura con la construcción del invernadero primario. Certificado por UTAC con la clasificación de A95.

- 1996: Creación del 2.º Equipo. Comienzo de la producción de Citroën Saxo .

- 1998: Producción de Citroën Berlingo de primera generación y Peugeot Partner

- 2000: tercer turno

- 2001: Medalla de oro de la ciudad de Mangualde.

- 2002: Nuevas cajas de retoque de pintura. Construcción del edificio Bout d'Usine.

- 2003: Traslado de los servicios administrativos y comedor a un nuevo edificio. Construcción del Bout d'Usine / Pier Hardware / Line Engines.

- 2006: Construcción del edificio CKD .

- 2009: Segunda generación Citroën Berlingo y Peugeot Partner.

- 2010: Participación en la construcción de la rotonda "2CV" en la entrada de la ciudad

- 2011: Construcción de 3 estacionamientos e integración EN16 (Carretera Nacional Nº16).

- 2012: 1.000.000 de vehículos producidos. 50 aniversario.

- 2015: Anuncio del premio a la producción del nuevo modelo para 2018.

## Producción diaria
| Año        | 1995 | 1997 | 2000 | 2005 | 2006 | 2007 | 2008 | 2009 | 2010 | 2011 | 2012 | 2013 | 2014 | 2015 | 2016 | 2017 | 2018 | 2019 |
| ---------- | ---- | ---- | ---- | ---- | ---- | ---- | ---- | ---- | ---- | ---- | ---- | ---- | ---- | ---- | ---- | ---- | ---- | ---- |
| Producción | 60   | 131  | 218  | 237  | 270  | 278  | 285  | 162  | 167  | 251  | 186  | 288  | 200  | 210  | 220  |      |      | 330  |

## Producción anual
| Año        | 2020  |
| ---------- | ----- |
| Producción | 64658 |

– Fuentes:

## Producción actual
- Citroën Berlingo/Berlingo Van Mk3(K9) (2018-presente)[9]
- Peugeot Partner/Rifter Mk3 (K9) (2018-presente)[10]
- Opel Combo E/Combo Life (K9) (2018-presente)[11]
- Fiat Doblò (desde octubre de 2022)[12]

## Antigua producción
Producción anterior:
- Citroën 2CV (AZL) (1964 - 27 de julio de 1990)
- Citroën 2CV Fourgonette (AZU) (1964 - 1970)
- Citroën 2CV Fourgonette (AK) (1965 - 1976)
- Citroën H Van (1965 - 1976)
- Citroën Ami (1965 - 1976)
- Citroën DS (1966 - 1975)
- Citroën Dyane (AY) (1967 - 1983)
- Citroën Méhari (MHA) (1969 - 1983)
- Citroën GS (1970 - 1976)
- Citroën FAF (1977 - 1982)
- Citroën CX (1979 - 1982)
- Citroën GSA (1980 - 1981)
- Citroën Visa (1981 - 1987)
- Citroën AX (1990 - 1998)
- Citroën Saxo (1996 - 2000)
- Citroën Berlingo / Peugeot Partner Mk1 (M59) (1998 - 2011)
- Peugeot Partner Mk2 (B9) (2009-2018)
- Citroën Berlingo Mk2 (B9) (2009-2018)